# 中嶋愛和
中嶋 愛和（なかじま よしかず、1953年8月2日 - ）は、京都府京都府出身のの元プロ野球選手（内野手）、アマチュア野球指導者。

## 来歴・人物
京都商業高等学校では、1971年夏の甲子園府予選準決勝に進むが、花園高に惜敗し京滋大会には進めなかった。同年のドラフト会議で中日ドラゴンズより5位で指名され入団。
高校時代の3年間で17本塁打を記録し、「僕はホームラン打者になりたいです」と大物打ちを宣言して人目を引いた。中島を発掘したスカウト・法元英明は「中島君は高校生の長距離打者にしては珍しく、荒っぽいところがないので、案外早く一軍に出るチャンスがありそうだ」と評した。しかし4年間在籍するが一軍出場はなく、1975年限りで引退。
引退後はアシックスに勤務、2004年からは富士大学の硬式野球部総監督をつとめる。2010年から環太平洋大学の硬式野球部監督となり、同年はチーム初の全国大会となる明治神宮野球大会出場に貢献した。2012年限りで退任した。

## 詳細情報

### 年度別打撃成績
- 一軍公式戦出場なし

### 背番号
- 44 （1972年 - 1975年）